# Mark Linn-Baker
Mark Linn-Baker (n. 17 iunie 1954, St. Louis, Missouri) este un actor și regizor american, cunoscut mai ales ca personajul ficțional Larry Appleton din sitcom-ul Perfect Strangers.

## Filmografie
- Manhattan (1979)